# János Batsányi
János Batsányi (9 mai 1763, Tapolca - 12 mai 1845, Linz) est un écrivain hongrois.

## Biographie

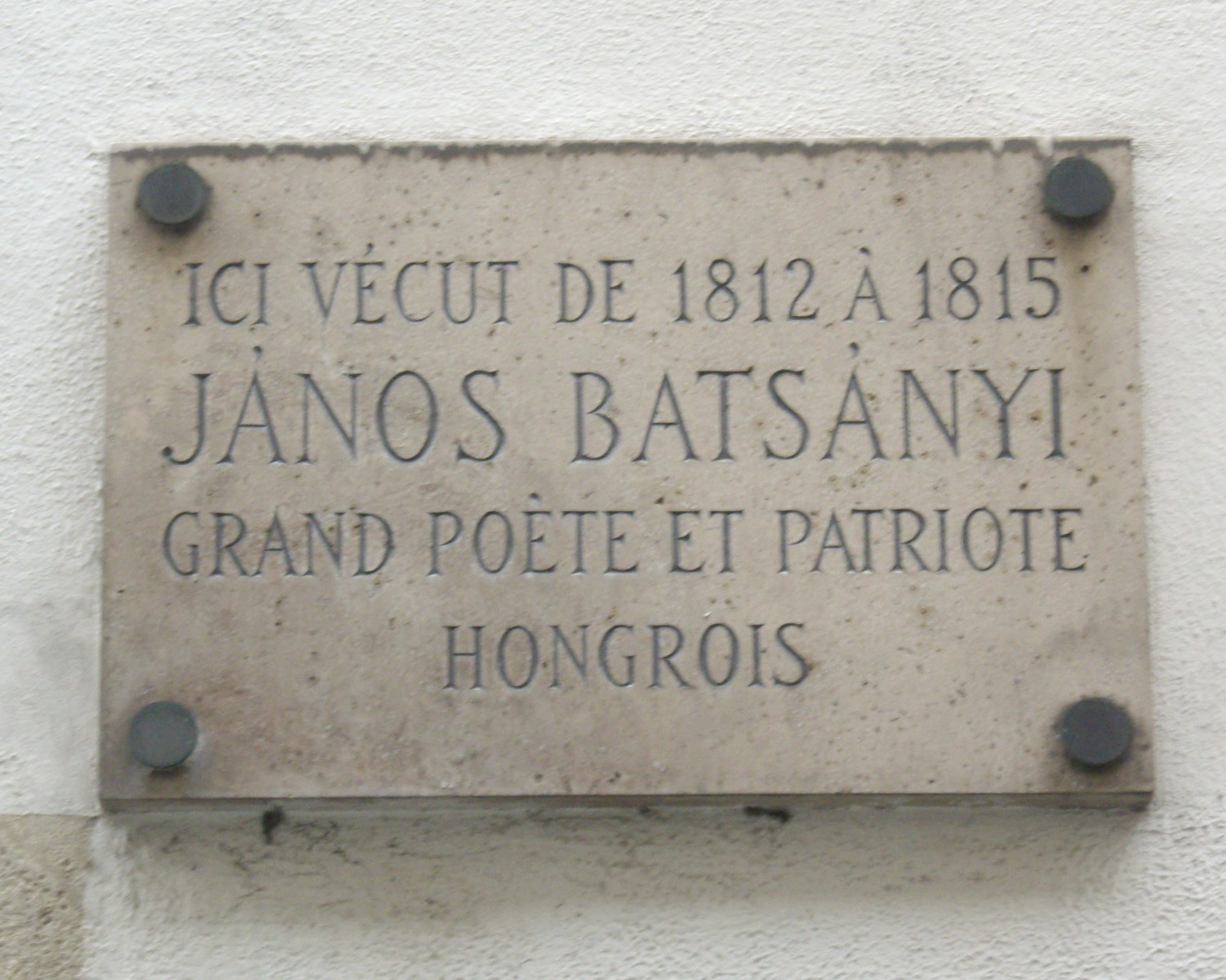
Plaque commémorative au n°30 de la rue Mazarine (Paris).